# Ravitoto
Le ravitoto (prononcé «rav'toutou»), «feuilles de manioc pilées», est une recette traditionnelle malgache à base de feuilles de manioc doux pilées avec un mortier ou passées au hachoir à viande. Il est cuit avec de l'ail et peut être accompagné de viande de porc ou de zébu ou d'arachides pilées, le tout accompagné de riz.
Les variantes du ravitoto traditionnel
Le ravitoto malgache existe sous différentes formes, chaque région y ajoutant sa propre touche. Ces variantes rendent ce plat malgache adaptable à divers goûts.
La version la plus populaire reste celle au porc, mais d'autres alternatives gagnent également en succès. On trouve ainsi du ravitoto au bœuf, au poulet de coco, au poisson ou encore aux crevettes pour les amateurs de fruits de mer.
Pour ceux qui ne sont pas à Madagascar, le ravitoto en conserve permet de réaliser ce plat rapidement. Toutefois, rien ne vaut une préparation maison.
D'autres communautés utilisent plutôt le lait de coco pour cuire les feuilles de manioc comme le mataba aux Comores. On peut ajouter du poisson séché ou les petites crevettes appelées tsivakigny.
Le ravitoto est également présent dans la cuisine traditionnelle de différentes régions d’Afrique, notamment en Afrique de l'Ouest où il est connu sous le nom de hako bantara.
Les jeunes feuilles de manioc pillées sont aussi appelées "Saka Saka", "Pondu", "Madaba" ou "Kwem"  en Afrique. En Europe, en France notamment, elles sont  commercialisées surgelées, conditionnées par lot de 500 gr, et permettent de réaliser le ravitoto comme à Madagascar. On peut en trouver dans les boutiques exotiques ou les supermarchés asiatiques.